# Зыков, Егор Вячеславович
Егор Вячеславович Зыков (11 января 1993 года, Красноярск) — российский регбист, выступает за клуб «Стрела» и сборную России. В прошлом хоккеист, защитник клуба «Красноярские Рыси», выступающего в первенстве Молодёжной хоккейной лиги. Также привлекался к играм взрослой команды «Сокол».

## Биография
Родился в Красноярске. Сын известного регбиста Вячеслава Зыкова (многократный чемпион страны, играл за «Красный Яр», ВВА, «Енисей-СТМ»). По его словам: хоккей всегда нравился, каток был ближе, чем стадион, и получилось так, что раньше вышел на лед, чем на поляну.

## Карьера в хоккее
Начинал играть в Красноярске, а в 14 лет уехал в новосибирскую «Сибирь». Потом уехал в мытищинский «Атлант», но там как-то не сложилось, вернулся Красноярск, где как раз начал развиваться хоккей – появился «Сокол», «Рыси». Начал карьеру в молодежной команде «Красноярские Рыси», выступающей в первенстве Молодёжной хоккейной лиги. Всего провел там 111 игр (17+26). Привлекался на несколько игр в ВХЛовский «Сокол».

## Карьера в регби

### Клубная
Поняв, что перспектив в хоккее у него немного, Егор в 21 год переходит в регби. Попал в дубль «Енисея», параллельно работал охранником в ночном клубе. В СТМ был игроком ротации, в основном выходил на замену. В 2015 году выступал на правах аренды за новокузнецкий «Металлург». В 2016 перешел в «Красный Яр» на лучшие финансовые условия,  с ходу стал игроком основы, но во втором матче из-за тяжелой травмы выбыл на полгода. После не смог вернуть себе место в основе и решил сменить команду. Перешел в «ВВА-Подмосковье», где стал игроком основного состава. В сезоне 2019 года стал игроком клуба с самым большим количеством минут на поле. В июне 2021 года перешел в ЦСКА Москва.

### В сборной
В декабре 2019 года получил вызов на учебно-тренировочный сбор сборной по регби в Сочи. По итогам сбора попал в список кандидатов на поездку на сборы в ЮАР, где и сыграл первый (неофициальный) матч за сборную против клуба «Шаркс». 7 марта 2020 года в матче против Румынии занес свою первую попытку.